# Erste Liga 2009-2010
La Erste Liga 2009-2010 (ufficialmente ADEG Erste Liga) è la 36ª edizione del campionato di calcio austriaco di seconda divisione. La stagione è iniziata il 14 luglio 2009 ed è terminata il 28 maggio 2010.
Il Wiener Neustadt è la squadra campione in carica e promossa in Bundesliga, l'Altach la retrocessa dalla Bundesliga, le neopromosse dalla Regionalliga sono First Vienna, Hartberg e Dornbirn.
A causa del fallimento dell'Austria Kärnten, il previsto spareggio tra First Vienna e Grödig non viene disputato ed entrambe le squadre sono ammesse alla Erste Liga 2010-2011.

## Regolamento
Le squadre si affrontano in un doppio girone d'andata e uno singolo di ritorno, per un totale di 33 giornate.
La squadra campione verrà promossa in Bundesliga per la stagione 2010-2011
L'ultima classificata retrocede direttamente in Regionalliga, assieme alle formazioni riserva di Salisburgo ed Austria Vienna. Dalla stagione 2010-2011, infatti, la Erste Liga verrà ridotta a 10 squadre e non potranno più giocarvi le formazioni riserva delle squadre di Bundesliga.

## Squadre partecipanti
| Club              | Città            | Stadio                 | Capacità | Stagione 2008-2009             |
| ----------------- | ---------------- | ---------------------- | -------- | ------------------------------ |
| Admira Wacker M.  | Maria Enzersdorf | Bundesstadion Südstadt | 12.000   | 3º posto in Erste Liga         |
| Altach            | Altach           | Schnabelholz           | 8.900    | 10º posto in Bundesliga        |
| Austria Lustenau  | Lustenau         | Reichshofstadion       | 8.500    | 4º posto in Erste Liga         |
| Austria Vienna II | Vienna           | Franz Horr             | 11.800   | 6º posto in Erste Liga         |
| Dornbirn          | Dornbirn         | Birkenwiese            | 12.000   | 1º posto in Regionalliga West  |
| First Vienna      | Vienna           | Hohe Warte             | 4.500    | 1º posto in Regionalliga Ost   |
| Gratkorn          | Gratkorn         | Gratkorn               | 3.000    | 8º posto in Erste Liga         |
| Hartberg          | Hartberg         | Stadion Hartberg       | 4.000    | 1º posto in Regionalliga Mitte |
| Lustenau 07       | Lustenau         | Reichshofstadion       | 8.500    | 9º posto in Erste Liga         |
| Red Bull Juniors  | Salisburgo       | Wals-Siezenheim        | 31.000   | 7º posto in Erste Liga         |
| St. Pölten        | Sankt Pölten     | Voithplatz             | 8.000    | 5º posto in Erste Liga         |
| Wacker Innsbruck  | Innsbruck        | Tivoli-Neu             | 30.000   | 2º posto in Erste Liga         |

## Classifica
|  |     | Classifica 2009-2010 | Pti | G  | V  | N  | P  | GF | GS | DR   |
|  | --- | -------------------- | --- | -- | -- | -- | -- | -- | -- | ---- |
|  | 1.  | Wacker Innsbruck     | 69  | 33 | 21 | 6  | 6  | 67 | 26 | + 41 |
|  | 2.  | Admira Wacker M.     | 67  | 33 | 20 | 7  | 6  | 68 | 22 | + 46 |
|  | 3.  | Altach               | 66  | 33 | 20 | 6  | 7  | 60 | 27 | + 33 |
|  | 4.  | St. Pölten           | 51  | 33 | 14 | 9  | 10 | 44 | 42 | + 2  |
|  | 5.  | Austria Lustenau     | 50  | 33 | 15 | 5  | 13 | 43 | 46 | - 3  |
|  | 6.  | Red Bull Juniors     | 44  | 33 | 13 | 5  | 15 | 58 | 49 | + 9  |
|  | 7.  | Gratkorn             | 44  | 33 | 11 | 10 | 12 | 57 | 51 | + 6  |
|  | 8.  | Lustenau 07          | 41  | 33 | 12 | 5  | 16 | 42 | 52 | - 10 |
|  | 9.  | Hartberg             | 38  | 33 | 11 | 5  | 17 | 36 | 68 | - 32 |
|  | 10. | Austria Vienna II    | 35  | 33 | 9  | 8  | 16 | 42 | 57 | - 15 |
|  | 11. | First Vienna         | 30  | 33 | 8  | 6  | 19 | 37 | 57 | - 20 |
|  | 12. | Dornbirn             | 22  | 33 | 6  | 4  | 23 | 24 | 81 | - 57 |

## Verdetti
- Wacker Innsbruck promosso in Bundesliga 2010-2011.
- Red Bull Juniors,  Austria Vienna II e  Dornbirn retrocesse in Regionalliga 2010-2011.

## Spareggio Regionalliga Ost/Regionalliga Mitte
|               | Risultati |               | Luogo e data              |  |
| ------------- | --------- | ------------- | ------------------------- |  |
| Parndorf      | 1 - 0     | WAC-St. Andrä | Parndorf, 8 giugno 2010   |  |
| WAC-St. Andrä | 4 - 1     | Parndorf      | Wolfsberg, 12 giugno 2010 |  |

### Verdetti
- WAC-St. Andrä promosso in Erste Liga 2010-2011.